# Stazione di San Martino al Cimino
Stazione di San Martino al Cimino vasútállomás Olaszországban, Viterbo településen.

## Vasútvonalak
Az állomást az alábbi vasútvonalak érintik:
- Viterbo–Róma-vasútvonal

## Kapcsolódó állomások
A vasútállomáshoz az alábbi állomások vannak a legközelebb:
- Stazione di Viterbo Porta Romana
- Stazione di Tre Croci